# Burmoniscus ferrarai
Burmoniscus ferrarai är en kräftdjursart som först beskrevs av Helmut Schmalfuss 1983.  Burmoniscus ferrarai ingår i släktet Burmoniscus och familjen Philosciidae. Inga underarter finns listade i Catalogue of Life.